# Gaël Turine
Gaël Turine, né à Nieuport en 1972, est un photojournaliste belge, membre de l'Agence VU. Il photographie à travers le monde, en Afrique de l'Ouest, à Kaboul, en Érythrée, et des personnes qui luttent contre la pauvreté ou vivent dans des conditions difficiles. Son travail fait régulièrement l'objet d'expositions et de publications.

## Biographie
Gaël Turine est né en 1972 à Nieuport. Il étudie la photographie au 75, l’école supérieure des arts de l'image à Bruxelles et obtient son diplôme en 1997,.
Gaël Turine, réalise de nombreux reportages en Afrique de l’Ouest, à Kaboul, en Érythrée ou sur les traces du culte vaudou. Son travail fait régulièrement l'objet d'expositions et de publications.
Il collabore également avec des journaux comme  L'Express magazine, Libération, Le Monde ou le New York Times. Il est professeur de photojournalisme à l'Université libre de Bruxelles. 
Membre de l'Agence VU, il fonde l'agence Maps dont il assure la présidence et partage sa vie entre Bruxelles et Paris,.

### Œuvre photographique
En 2001, il réalise un travail sur les coopératives pour aveugles en Afrique de l'Ouest, qui est publié sous le titre Aveuglément. Il est suivi, en 2003 de Avoir 20 ans à Kaboul.
Un travail de 3 ans sur 25 malades guéris du cancer aboutit en 2009 à la parution de Aujourd’hui c’est demain.
Après un reportage sur les traces du culte vaudou qui le conduit au Bénin, en Haïti et parmi les communautés vaudous de la diaspora aux États-Unis,  Il passe deux ans à la frontière entre l'Inde et le Bangladesh, parcourant le mur de plus de 3 000 kilomètres qui encercle le Bangladesh et l'isole de l'Inde. Avec le soutien d'Amnesty International, il y réalise un reportage photo qui témoigne de la vie des populations le long de cette frontière dangereuse où une personne meurt tous les cinq jours,,.
Lors de la pandémie de Covid-19, Gaël Turine réalise une série de portraits du personnel hospitalier à Bruxelles, Traces, avec des photos prises toujours selon le même rituel,. Durant la même période, il réalise un reportage dans le carré musulman du cimetière de Bruxelles, où l'augmentation de la mortalité et la fermeture des frontières ont des conséquences sur les pratiques traditionnelles.
En 2023, il effectue un nouveau reportage en Belgique Mémoire de rivières. Dix-huit mois après les inondations qui ont frappé le pays en 2021, il suit les cours d'eau qui se sont déchaînés, pour photographier les séquelles de la catastrophe et alerter sur le changement climatique.

« C’est facile de faire une belle image. Aujourd’hui, vous avez des milliers de bons photographes. Ce qui est plus dur, c’est de leur donner un sens, une profondeur, une épaisseur. »

## Distinctions
- 1999 : Mention spéciale en Noir&Blanc, concours annuel de l'agence Grazia Neri (it)
- 2000 : Prix du Ministère de la Culture au Musée de la Photographie, Charleroi
- 2004 : Aftermath Grant Project (États-Unis)[1]
- 2006 : Prix du Trèfle d'or[1]
- 2007 : Golden shamrock pour son travail sur le culte vaudou
- 2014 : Prix spécial Agence Française de Développement du meilleur reportage photo[4]

## Expositions (sélection)
- 1999 : La Cécité des rivières en Côte d'Ivoire, Visa pour l'Image, Perpignan
- 2002 : Aveuglément, Posfurhamt gallery, Berlin,
- 2004 : 
  - D'un monde à l'autre, Musée de la Photographie, Charleroi
  - Avoir 20 ans à Kaboul, Galerie Jacques Franck, Bruxelles
- 2007 : L'Enfer me ment, Palais de justice, Bruxelles
- 2014 : 
  - Le Mur et la Peur. Inde – Bangladesh, Le Botanique, Bruxelles[4]
  - Vaudou, la route du panthéon haïtien, Institut français, Haïti[13]
- 2016 : Le Mur et la Peur, Bibliothèque universitaire, Le Havre[14]
- 2018 : Rivières blessées, Visa pour l'image, Perpignan [15]
- 2023 : 15 portraits de femmes, Ramdam festival, Tournai
- 2024 : Les ravages de la tranq, Visa pour l'Image, Perpignan

## Publications
- Aveuglément, Actes Sud, 2001, 144 p. (ISBN 978-2097542779)
- avec Didier Schmutz, Lettres d'Érythrée, Exhibitions International, 2001
- avec Assef Soltanzadeh, Avoir vingt ans à Kaboul, Alternatives, 2003, 96 p. (ISBN 978-2862273952)
- (en) avec Jean-Paul Marthoz, Other Worlds, Husson, 2006 (ISBN 9782916249025)
- avec Éric Sariban et Philippe Geluck, Aujourd'hui c'est demain, Delpire, 2009, 208 p. (ISBN 978-2851072436)
- (fr + en + nl) Textes de Laennec Hurbo, Laurent Gaudé, Caroline Milic, Voodoo, Lannoo, 2011, 224 p.
- Le Mur et la peur (trad. Christine Piot), Photo Poche, 2014, 144 p. (ISBN 978-2330034795)
- avec Laurent Gaudé, En bas la ville, Le Bec en l'air, 2017, 122 p. (ISBN 978-2367441115)
- avec Caroline Lamarche, Traces, Luc Pire, 2021, 184 p. (ISBN 978-2875422354)

## Filmographie
- 2005 : D'un monde à l'autre (Gaël Turine photographe) , film réalisé par Vincent Detourt et Dominique Henry, suit le photographe dans son travail[16].